# Jaan Patterson

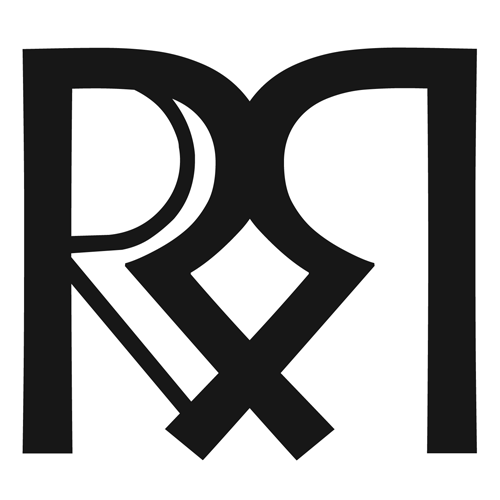
Jaan Patterson (2007)

Jaan Patterson (* 1975, Deutschland) ist ein Komponist, Poet, sowie Gründer und Betreiber des Netlabels Surrism-Phonoethics. Er ist bekannt für seine vom Dada und Surrealismus beeinflussten Multimedia-Projekte im Bereich experimenteller Musik, Video und des gesprochenen Wortes.

## Leben und Werk
Sein Pseudonym Undress Béton ist eine Reverenz an André Breton, dem Mitbegründer der Bewegung um den Surrealismus.
Des Weiteren arbeitet Patterson zusammen mit Frater Surrallee an improvisierten Musikprojekten mit dem Namen Surrism. Pattersons Musik wurde von vielen freien nichtkommerziellen Rundfunksender und Internet-Radios gespielt, sowie Resonance 104.4 FM, WFMU, NTNS Radio und L'étranger, Radio Panik. Seit 2009 arbeitet Jaan Patterson als Kurator zusammen mit Anthony Donovan (Murmurists) an dem Netlabel Classwar Karaoke, das quartalsweise erscheint und Werke von experimentellen Film- und Soundkünstlern aus aller Welt veröffentlicht. Kollaborationen gab es mit Anthony Donovan & Classwar Karaoke, AG Davis, Kommissar Hjuler, Hopek Quirin, Alessandra Celletti, William Davison (Recordism), Jochen Arbeit (Einstürzende Neubauten) & Vania Rovisco, Jeremy Gluck (The Barracudas), John M. Bennett, Lee Kwo & PostVerbal, Bryan Lewis Saunders, Carmen Racovitza, J. Karl Bogartte, Leif Elggren, Dada AG, Yoshihiro Kikuchi, John Hyatt (The Three Johns) und Kosta T.

## Diskografie

### Alben
- 2008: Tarentaliogy Defloration (Surrism-Phonoethics)[15]
- 2008: Interiéur (Surrism-Phonoethics)
- 2008: The 16,370 Character (Surrism-Phonoethics)
- 2009: Postlude Presumption Architecture (Surrism-Phonoethics)
- 2009: Handmade Temper (Surrism-Phonoethics)
- 2010: Sat Du Pond (Surrism-Phonoethics)[16]
- 2010: Stuckhousing Quantum Gums (Surrism-Phonoethics)[17]
- 2011: Alessandra Celletti / Jaan Patterson – W. C. (Bubutz Records)[18]
- El Salmon Poseido (Surrism-Phonoethics 2013)
- Crystallization of the Quantum Availability (Surrism-Phonoethics 2014)
- Contemporary Teleportation (Surrism-Phonoethics 2014)
- Headless Poets & The Album that Composed Itself with AG Davis  (Surrism-Phonoethics 2014)[19]
- The Dark Side of Chewing Gums (Classwar Karaoke 2015)[20]
- Music for Shadows (Surrism-Phonoethics 2015)[21]

### Singles
- 2010: Contemporary Teleportation (Surrism-Phonoethics)[22]

## Videos
- 2008: Surround the Gap (suRRoundism)[23]
- 2009: Mary Exceeded Her Handkerchief[24]
- 2009: Rejected Trust Leaves you Stained
- 2010: André Pissoir on Discussion
- 2010: EOS
- 2010: wwwArt in VIVO[25]
- 2010: Centered Closets
- 2010: Inside a Couch – Werkschau 3 mit Hjue Neumann, Kesselhaus III.[26]

## Bibliografie
- 2007: Surrism Manifesto[27]
- 2009: The Flourish Béton Pamphlet[28]
- 2009: Chew Facts on Literature[29]
- The Flourish Béton. Introduction "Jaan Patterson" (suRRism 2015)[30]
- Geständnisse. Das Buch der Vorgeschichten "Jaan Patterson" (suRRism 2015)[31]

## Zusammenarbeit
- 2008: Postverbal Manifesto – Eine Kollaboration mit Lee Kwo[32]
- 2009: Ashes to Books and Fire to words – Video Kollaboration mit Anthony Donovan
- 2009: Crystal Caution – Video Kollaboration mit Anthony Donovan
- 2010: Rejecting Elaborated Ciphers – Video Kollaboration mit Anthony Donovan[33]